# Hans Kusine
Hans Kusine er en dansk stumfilm fra 1915, der er instrueret af Lau Lauritzen Sr. efter manuskript af P. Nielsen.

## Handling
Denne artikel mangler et handlingsreferat. Hjælp os med at skrive det.

## Medvirkende
- Peter Jørgensen - Kontorchef Berg
- Agnes Lorentzen - Fru Berg
- Rasmus Christiansen - Sigurd, Bergs søn
- Helen Gammeltoft - Miss Lily Thompson
- Charles Willumsen